# Neohexostoma kawakawa
Neohexostoma kawakawa är en plattmaskart. Neohexostoma kawakawa ingår i släktet Neohexostoma och familjen Hexostomatidae. Inga underarter finns listade i Catalogue of Life.